# Revenge (TV-serie)
Revenge är en amerikansk TV-serie från ABC som sändes från 2011 till 2015.

## Handling
Emily Thorne (Emily VanCamp), vars riktiga namn är Amanda Clarke, flyttar tillbaka till The Hamptons för att utkräva hämnd på de som orsakade hennes far Davids död och splittrade hennes familj. Då hon var liten dömdes hennes far för ett terroristbrott och avled i fängelset. Amanda hamnade på ungdomsfängelse, men då hon var 18 blev hon fri och ärvde pengar från ett företag som fadern investerat i. Hon bytte namn till Emily Thorne och flyttade till Hamptons för att utkräva hämnd.

## Medverkande
- Madeleine Stowe som Victoria Grayson,[2] "Drottning av Hamptons", den glamorösa och mäktiga matriarken i familjen Grayson, mor till Daniel och Charlotte, och Conrads maka, men hon var förälskad i David Clarke, Amandas far
- Emily VanCamp som Emily Thorne/Amanda Clarke,[2] en mystisk kvinna som tagit en ny identitet och återvänt till Hamptons för att utkräva hämnd på de som låg bakom att hennes far blev felaktigt dömd för en terroristaktion.
- Gabriel Mann som Nolan Ross,[2] mjukvaru-utvecklare och Emilys  allierade tack vare hans lojalitet gentemot hennes far.
- Henry Czerny som Conrad Grayson, Victorias make, far till Daniel, och möjligen även till Charlotte; har en affär med Victorias tidigare bästa vän Lydia Davis[2]
- Ashley Madekwe som Ashley Davenport,[2] Emilys bästa vän och Victorias festplanerare
- Nick Wechsler som Jack Porter, Amandas barndomsvän som är förälskad i Emily[2]
- Joshua Bowman som Daniel Grayson, Victoria och Conrads son som förlovar sig med Emily[2]
- Christa B. Allen som Charlotte "Charlie" Grayson, Victoria och Conrads dotter, som är tillsammans med Declan Porter[2]
- Connor Paolo som Declan Porter, Jack Porters bror som är tillsammans med Charlotte Grayson[2]
- Margarita Levieva som Amanda Clarke/Emily Thorne, Emily's bästa vän som tog namnet Amanda Clarke.